# Camiguinspökuggla

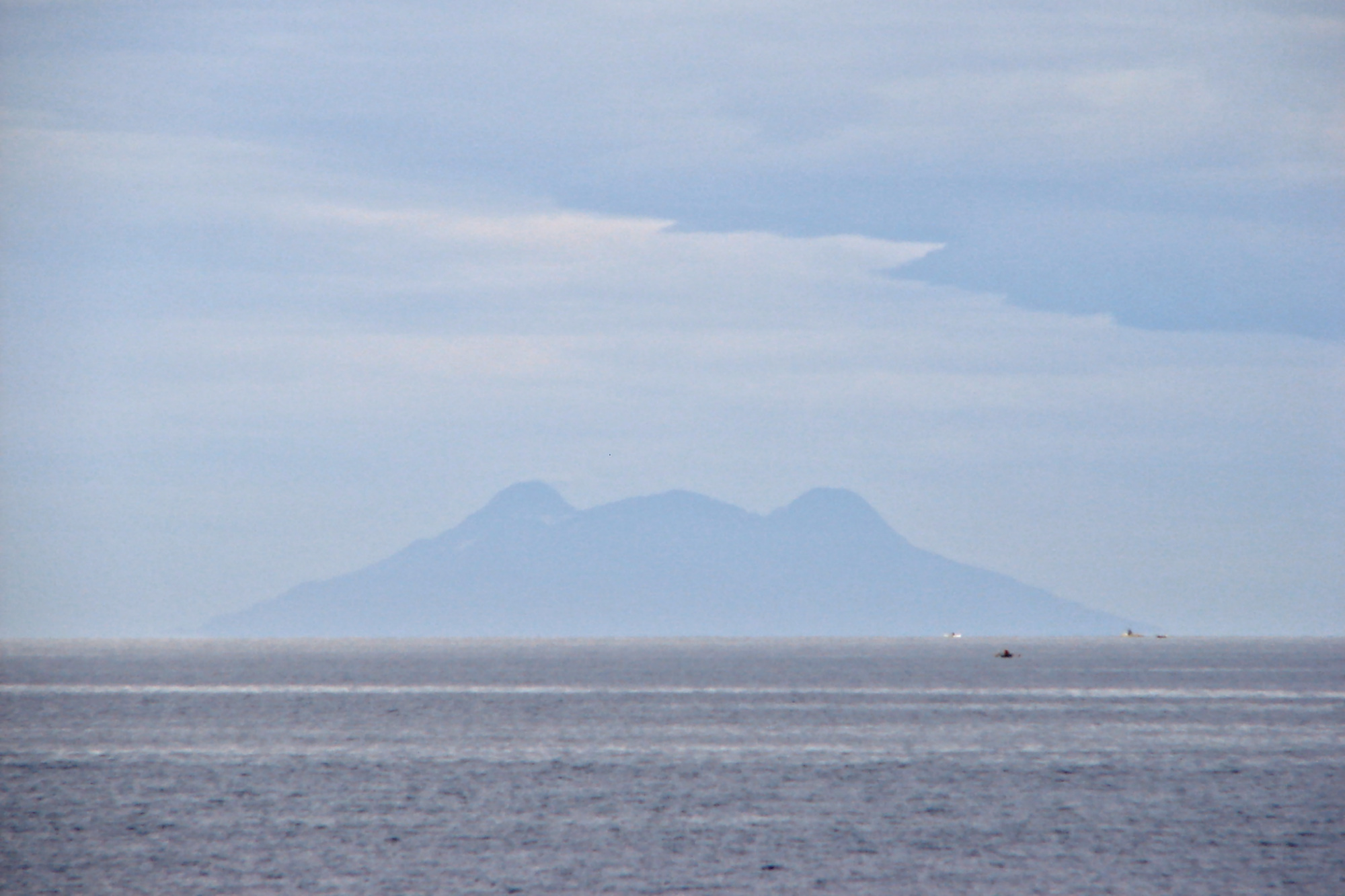
På den lilla ön Camiguin i Filippinerna finns hela världspopulationen av arten.

Camiguinspökuggla (Ninox leventisi) är en nyligen beskriven fågel i familjen ugglor inom ordningen ugglefåglar. Den förekommer endast på ön Camiguin Sur i Filippinerna, där den anses vara starkt utrotningshotad.

## Utseende och läte
Camiguinspökugglan är en 25 cm lång uggla med runt huvud. Fjäderdräkten är jämnt bandad, med brunt på huvud och ovansida, ett ljust band bakom skuldran och varmare brun undersida. Den har vidare ljusgula ögon och långa borst i ansiktet. Karakteristiskt är också den vita strupen som framför allt syns under sången, en snabb serie med rätt låga "woop", ibland avgivna i duett.

## Utbredning och systematik
Camiguinspökuggla återfinns i Filippinerna, på Camiguin. Tidigare fördes arten till luzonspökuggla (Ninox philippensis), då under det svenska trivialnamnet filippinsk spökuggla.

## Status
IUCN kategoriserar arten som sårbar.

## Levnadssätt
Arten hittas i skogsområden. I övrigt finns ingen information om vare sig föda eller häckningsbeteende.

## Namn
Fågelns vetenskapliga namn hedrar Anastasios Paul Leventis, cypriotisk affärsman och hedersutnämnd vicepresident i BirdLife International.